# غلاف الأرض الصخري
الغلاف الصخري (من اليونانية القديمة λίθος (líthos) وتعني "صخري"، وσφαίρα (sphaíra) وتعني "كرة") هو الغلاف الخارجي الصلب والصخري للكواكب الأرضية أو الأقمار الطبيعية.
يتكوّن الغلاف الصخري على كوكب الأرض من القشرة الأرضية والوشاح العلوي الصخري، وهو الجزء العلوي من الوشاح العلوي الذي يتصرف بطريقة مرنة على مدى زمني يصل إلى آلاف السنين أو أكثر.
يتم التمييز بين القشرة والوشاح العلوي استنادًا إلى التركيب الكيميائي والمعدني.

## الغلاف الصخري للأرض
يشكّل الغلاف الصخري للأرض، وهو الغلاف الخارجي الصلب والجامد من الناحية الرأسية، كلاً من القشرة الأرضية والوشاح العلوي الصخري (أو الغلاف الصخري للوشاح)، وهو الجزء العلوي من الوشاح الذي لا يُظهر حركة حمل حراري.
ويقع أسفل الغلاف الصخري الغلاف الموري، وهو الجزء الأضعف والأكثر سخونة وعمقًا من الوشاح العلوي، والذي يتمتع بقدرة على الحمل الحراري.
ويُحدَّد الحدّ الفاصل بين الغلاف الصخري والغلاف الموري وفقًا لاختلاف استجابتهما للإجهاد:
- فالغلاف الصخري يحتفظ بصلابته لفترات جيولوجية طويلة، ويتعرض للتشوه بطريقة مرنة أو عن طريق الكسر الهش.

- أما الغلاف الموري، فيتشوه بلزجية ويتحمل الإجهاد من خلال التشوه البلاستيكي.

وبناءً على هذا التعريف، فإن سماكة الغلاف الصخري تُحدَّد بعمق الإيزوثيرم المرتبط بالانتقال من السلوك الهش إلى السلوك اللزج.
وغالبًا ما تُستخدم درجة الحرارة التي يصبح عندها معدن الأوليفين قابلاً للتشكيل (~1000 درجة مئوية أو 1830 درجة فهرنهايت) لتحديد هذا الإيزوثيرم، نظرًا لأن الأوليفين يُعد أضعف المعادن في الوشاح العلوي.
يُقسَّم الغلاف الصخري أفقيًا إلى صفائح تكتونية، وغالبًا ما تتضمّن تيرانات (كتل قشرية) تم استلحاقها من صفائح أخرى.

## تاريخ المفهوم

مقطع لبينة الأرض.+//*

وصف مفهوم الغلاف الصخري باعتباره الغلاف القوي الخارجي للأرض لأول مرة من قِبل الرياضي الإنجليزي أ. إي. إتش. لوف (A. E. H. Love) في مؤلفه عام 1911 بعنوان: بعض مشكلات الجيوفيزياء. وقد طوّر المفهوم لاحقًا عالم الجيولوجيا الأمريكي جوزيف باريل، الذي نشر سلسلة من المقالات حول هذا المفهوم وأدخل مصطلح "الغلاف الصخري".
استند هذا المفهوم إلى وجود شذوذات جاذبية كبيرة فوق القشرة القارية، مما دفع باريل إلى استنتاج وجود طبقة علوية قوية وصلبة (الغلاف الصخري) فوق طبقة أضعف قادرة على التدفق (الغلاف الموري).
وسع الجيولوجي الكندي ريجنالد ألدورث دالي هذه الأفكار في عام 1940 في مؤلفه المؤثر "القوة والبنية الداخلية للأرض".
وقد تم تبني هذه المفاهيم على نطاق واسع من قبل الجيولوجيين والجيوفيزيائيين، وهي تُعد أساسية لفهم -نظرية الصفائح التكتونية.